# Élections législatives de 1871 en Charente-Inférieure
Les élections législatives françaises de 1871 se déroulent le 8 février 1871.

## Élus
|   | Député élu                   |  | Groupe parlementaire |
| - | ---------------------------- |  | -------------------- |
| 1 | Jules Dufaure                |  | Centre gauche        |
| 2 | Paul Bethmont                |  | Centre gauche        |
| 3 | Charles Duchatel             |  | Appel au peuple      |
| 4 | Eugène Eschassériaux         |  | Appel au peuple      |
| 5 | Alfred Vast-Vimeux           |  | Appel au peuple      |
| 6 | Pierre Roy de Loulay         |  | Appel au peuple      |
| 7 | Prosper de Chasseloup-Laubat |  | Orléaniste           |
| 8 | Arthur Rivaille              |  | Orléaniste           |
| 9 | Frédéric Mestreau            |  | Gauche républicaine  |

## Résultat départemental
| Candidats  | Candidats                                 | Premier tour | Premier tour |     |
| Candidats  | Candidats                                 | Voix         | %            | Élu |
| ---------- | ----------------------------------------- | ------------ | ------------ | --- |
|            | Jules Dufaure (Centre gauche)             | 92 730       | 88,31        | Oui |
|            | Paul Bethmont (Centre gauche)             | 86 183       | 82,08        | Oui |
|            | Adolphe Thiers (Orléaniste)               | 74 593       | 71,04        | Oui |
|            | Charles Duchatel (Centre gauche)          | 71 569       | 68,16        | Oui |
|            | Eugène Eschassériaux (Bonapartiste)       | 47 770       | 45,50        | Oui |
|            | Alfred Vast-Vimeux (Bonapartiste)         | 47 312       | 45,06        | Oui |
|            | Pierre Roy de Loulay (Bonapartiste)       | 42 544       | 40,52        | Oui |
|            | Prosper de Chasseloup-Laubat (Orléaniste) | 42 357       | 40,34        | Oui |
|            | Arthur Rivaille (Orléaniste)              | 36 723       | 34,59        | Oui |
|            | Frédéric Mestreau (Gauche républicaine)   | 32 201       | 30,67        | Oui |
|            |                                           |              |              |     |
| Inscrits   | Inscrits                                  | 148 277      | 100,00       |     |
| Votants    | Votants                                   | 105 000      | 70,81        |     |
| Abstention | Abstention                                | 43 277       | 29,19        |     |